# Barricade (videogioco)
Barricade o Brickyard è un videogioco arcade sviluppato da RamTeK nel 1976. 
Si tratta di un videogioco d'azione a labirinto, molto simile a Blockade, nel quale i giocatori devono muovere i loro blocchi sullo schermo nelle quattro direzioni cardinali lasciando una scia continua, senza scontrare il muro che circonda il campo di gioco o le scie degli altri giocatori, e cercando contemporaneamente di intrappolare questi ultimi. 
In versioni successive il gioco è stato rinominato Brickyard ("mattonificio" in inglese, in riferimento ai blocchetti che formano le scie), dato che la Gremlin Industries, autrice di Blockade, riteneva il nome troppo simile (Barricade = barricata e Blockade = sbarramento).
Barricade ha avuto un seguito (Barricade II) nel 1977 per opera di Taito.